# توماس لام
توماس لام (انگلیسی: Thomas Lam؛ زادهٔ ۱۸ دسامبر ۱۹۹۳) بازیکن فوتبال اهل پادشاهی هلند است.
از باشگاه‌هایی که در آن بازی کرده‌است می‌توان به باشگاه فوتبال پک زووله، باشگاه فوتبال توئنته، باشگاه فوتبال ناتینگهام فارست و باشگاه فوتبال آزد آلکمار اشاره کرد.
وی همچنین در تیم‌های ملی فوتبال زیر ۲۱ سال فنلاند و فنلاند بازی کرده‌است.